# Подводные лодки типа 039

Подводные лодки типа 039 (кодовое имя НАТО — Song) — серия дизель-электрических подводных лодок ВМС КНР. Данный тип лодок является первым, полностью разработанным китайскими инженерами, а также первым типом китайских подводных лодок с «альбакоровским» корпусом.

## Конструкция
Первая субмарина, разработанная КНР и производимая ими же, была основана на конструкции поставлявшихся им советских подводных лодок проекта 633. Их было произведено достаточно большое количество, но устаревшая конструкция, бравшая свои корни в технологиях Второй Мировой войны, заставила Китай начать разработку нового типа, увидевшего свет в виде проекта Тип 039.
Конструкция этих лодок, разработанных для ведения боевых действий как против надводных, так и против подводных судов при помощи торпед, основана на применении корпуса максимально обтекаемой формы, что существенно повышает их подводную скорость. Управление и движение обеспечивается при помощи четырех рулей и одного винта. Для снижения шума, двигатель установлен на амортизаторах, а корпус покрыт резиновыми плитками. Конструкция была не лишена недостатков, что привело к длительному времени испытаний головной лодки (320).
Проблемы с уровнем шумности и подводной скоростью привели к пересмотру дизайна и, в результате, по оригинальным чертежам была построена всего одна лодка. Усовершенствованная конструкция получила название Тип 039G, по которому и была построена основная серия из семи подводных лодок.
В целом тип 093 подразделяется на три версии: оригинальная Тип 039, Тип 039G и Тип 039A. Наиболее очевидным различием между ними является форма рубки. Рубка Тип 039 имеет ступенчатую форму с подъёмом к корме. В целях понижения акустической сигнатуры субмарины, рубке Тип 039G была придана более традиционная форма. И, наконец, рубка Тип 039A также имеет традиционную форму, но носовые горизонтальные рули перенесены с неё на корпус.

## Вооружение
Основным вооружением подводных лодок типа 039 является 533-мм Yu-4 — торпеда китайского производства, пассивно наводящаяся и идущая со скоростью 40 узлов, конструкция которой основана на конструкции SAET-50 и в целом сопоставима с SAET-60 по характеристикам. Надводные цели могут быть атакованы на дистанции до 15 км. Наводимая по проводам Yu-6 также может быть использована для атаки субмарин. Также очень вероятно, что Тип 039 способна использовать противокорабельные ракеты-торпеды YJ-8 — крылатые ракеты, запускаемые из торпедных аппаратов и способные поразить цель на дистанции до 80 км. Данные ракеты являются дозвуковыми и снабжены 165 кг боевой частью. Для операций по постановке минных заграждений субмарина способна вместо торпедного боезапаса нести от 24 до 36 мин, устанавливаемых через те же торпедные аппараты. Основным разработчиком системы торпедного и ракетного запуска, совместимой с противолодочным оружием и ракетами воздух-земля как китайского так и российского производства, является мистер Сун Жугуо (кит. 孙柱国, 1937-).
Хотя Тип 039 и провела успешный запуск противолодочной ракеты CY-1 из подводного положения, аналогично подводным лодкам типа 041 (класс Yuan), текущий статус этого боеприпаса остается под вопросом, так как нет сообщений о начале её массового производства. Противолодочная ракета обладает максимальной дальностью 18 км (10 морских миль) при использовании в виде полезной нагрузки торпед A244 или Mark 46.

### Гидроакустическое вооружение
Основным сенсором является среднечастотный гидролокатор, смонтированный в носовой части лодки, работающий в пассивном и активном режиме и использующийся как для поиска, так и для целеуказания. В дополнение система имеет возможность подводной связи и работает как система обнаружения торпед. Он является китайской версией французского сонара TSM-2233, производства компании Thomson-CSF и способен одновременно отслеживать от 4 до 12 целей в зависимости от поставленной перед ним задачи. Для улучшения возможностей пассивного поиска по бортам смонтирован франзуский TSM-2255, производства той же Thomson-CSF, что дает максимальную дальность обнаружения 30 км и возможность одновременного ведения 4 целей. Система дополнительно улучшена при помощи китайского пассивного сонара H/SQG-04. Для надводного поиска установлен малый радар диапазона 8Ггц — 10Ггц.

### Электронное вооружение
Этот тип субмарин является первой китайской серией, несущей интегрированную систему радиоэлектронная борьбы/Радиокомпаса/станции предупреждения об облучении, обозначенной как Разведывательное Радарное Оборудование подводных лодок SRW209, работающей со 100 % вероятностью обнаружения в диапазоне от 2ГГц до 18ГГц. SRW209 полностью автоматическая и может как управляться оператором с консоли, оборудованной цветным дисплеем, так и быть подключена к боевой системе управления, способной ослеживать несколько целей.

## Происшествия
26 октября 2006 года китайская субмарина класса Сун внезапно «появилась» и «всплыла на дистанции выстрела торпедой или ракетой необнаруженной» на расстоянии 5 морских миль (9км) от американского авианосца USS Kitty Hawk (CV-63). Данное событие произошло в Тихом Океане.

## Экспорт
Китай предложил свои субмарины типа 039 Таиланду в 2007 году. ВМС Таиланда не обладают достаточными возможностями и инфраструктурой для поддержки этих лодок, поэтому на данный момент никаких заказов не сделано.
Китай и Пакистан ведут переговоры по подводным лодкам. Заявлено, что пакистанские ВМС заинтересованы в покупке подводных лодок типа Song. Желаемое количество может достигнуть 8; при этом первые 4 могут быть построены в Китае, а следующие 4 — в Карачи с помощью китайских специалистов.